# Скальпування

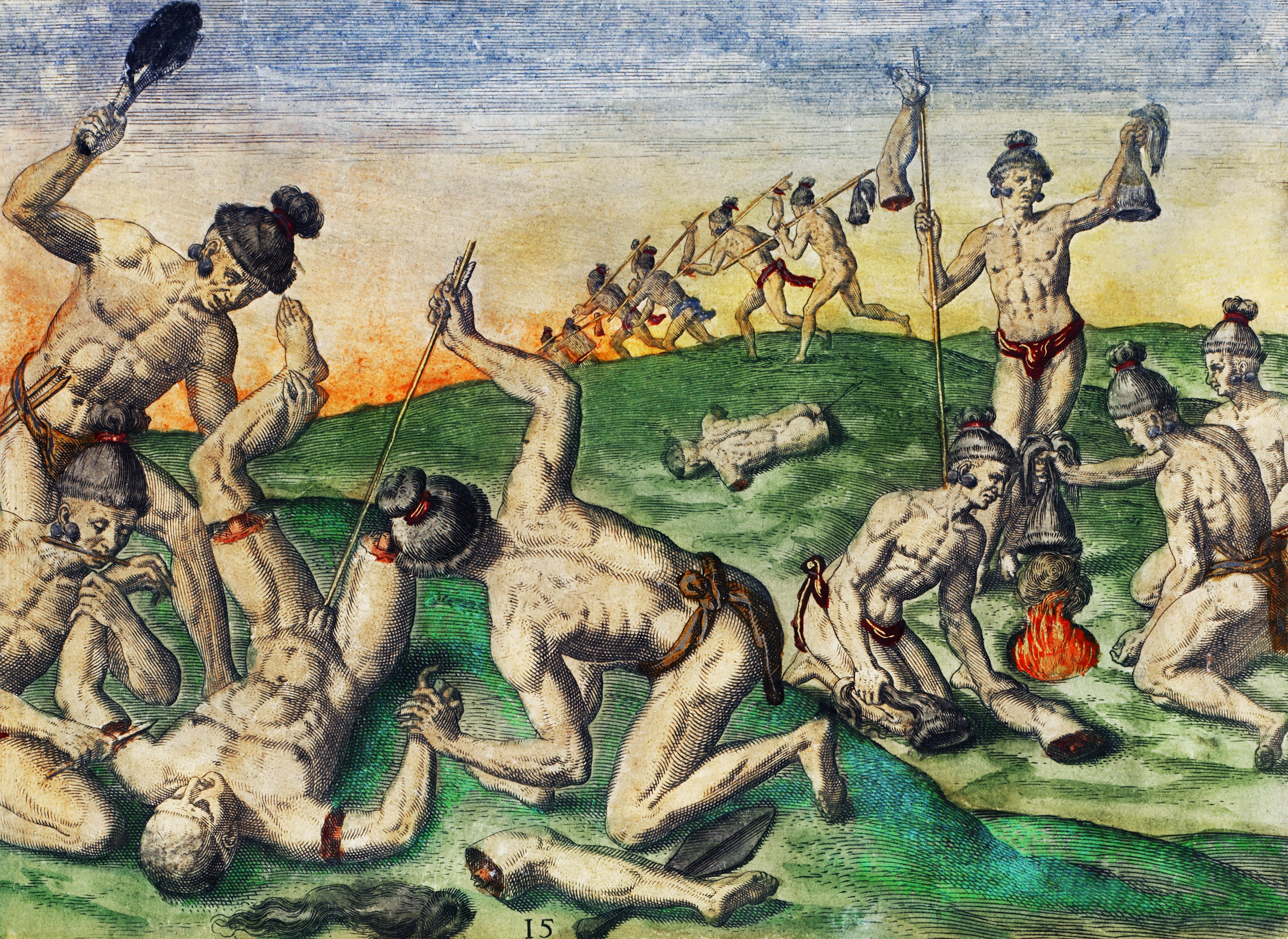
Скальпування індіанцями своїх ворогів. Гравюра Теодора де Брі, 1596 р.

Скальпування — видалення з голови ділянки шкіри разом із волоссям, тобто скальпа. Скальпи використовувалися для підтвердження виявленої сміливості на війні та вважалися трофеєм. Знімати скальпи було зручніше ніж відрубувати голови, що також використовувалося з аналогічною метою. Після цієї процедури людина могла як померти так і вижити. Подібні звичаї зустрічалися у минулому у народів Європи, Азії та Африки. Найбільш відомий та масовий його прояв пов'язаний з північноамериканськими індіанцями та історією колонізації Північної Америки.

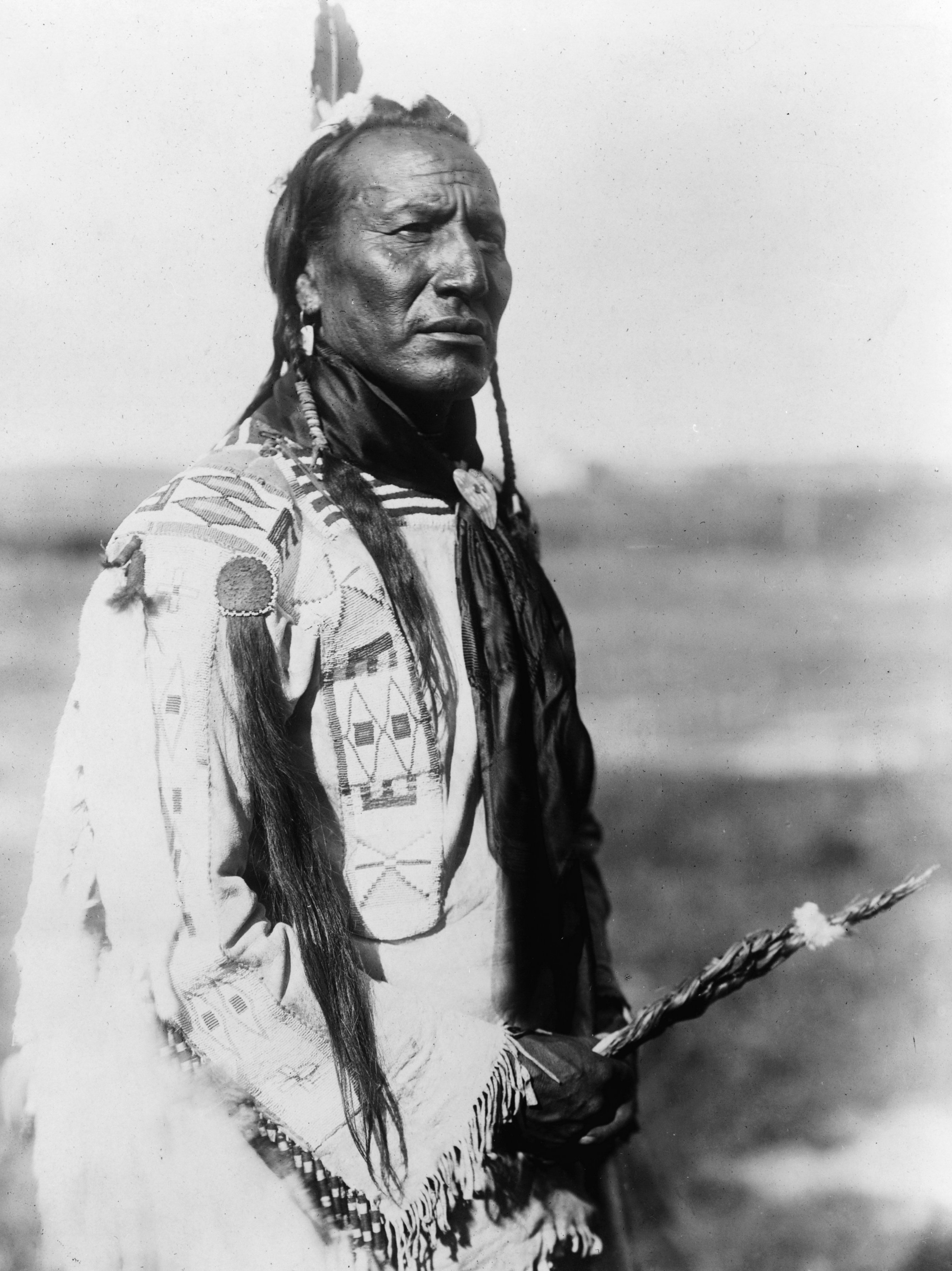
Індіанець пікуні Балакучий Джерело. На правому плечі – прикраса зі скальпу. 1910 р.

## Скіфи
Скальпування було поширене серед древніх скіфів Євразії. Грецький історик Геродот так писав про скіфів в 440 р. до н. е.: «скіфський воїн вирізав з голови ворога клиноподібний шматок шкіри, а потім пом'якшував його шляхом тертя між руками. Після цього знятий скальп використовувався серветкою. Скіфи пишалися такими скальпами та вішали їх на кінську упряж, чим більше у чоловіка було подібних „серветок“, тим більше його поважали оточуючі. Багато хто навіть виготовляв собі накидки зі зшитих між собою скальпів»13[джерело?]. Особливою повагою у скіфів користувалися воїни, які убили багато ворогів. Частку здобичі кожного воїна визначали за числом скальпів і відрубаних голів, які він мав.

## Північна Америка

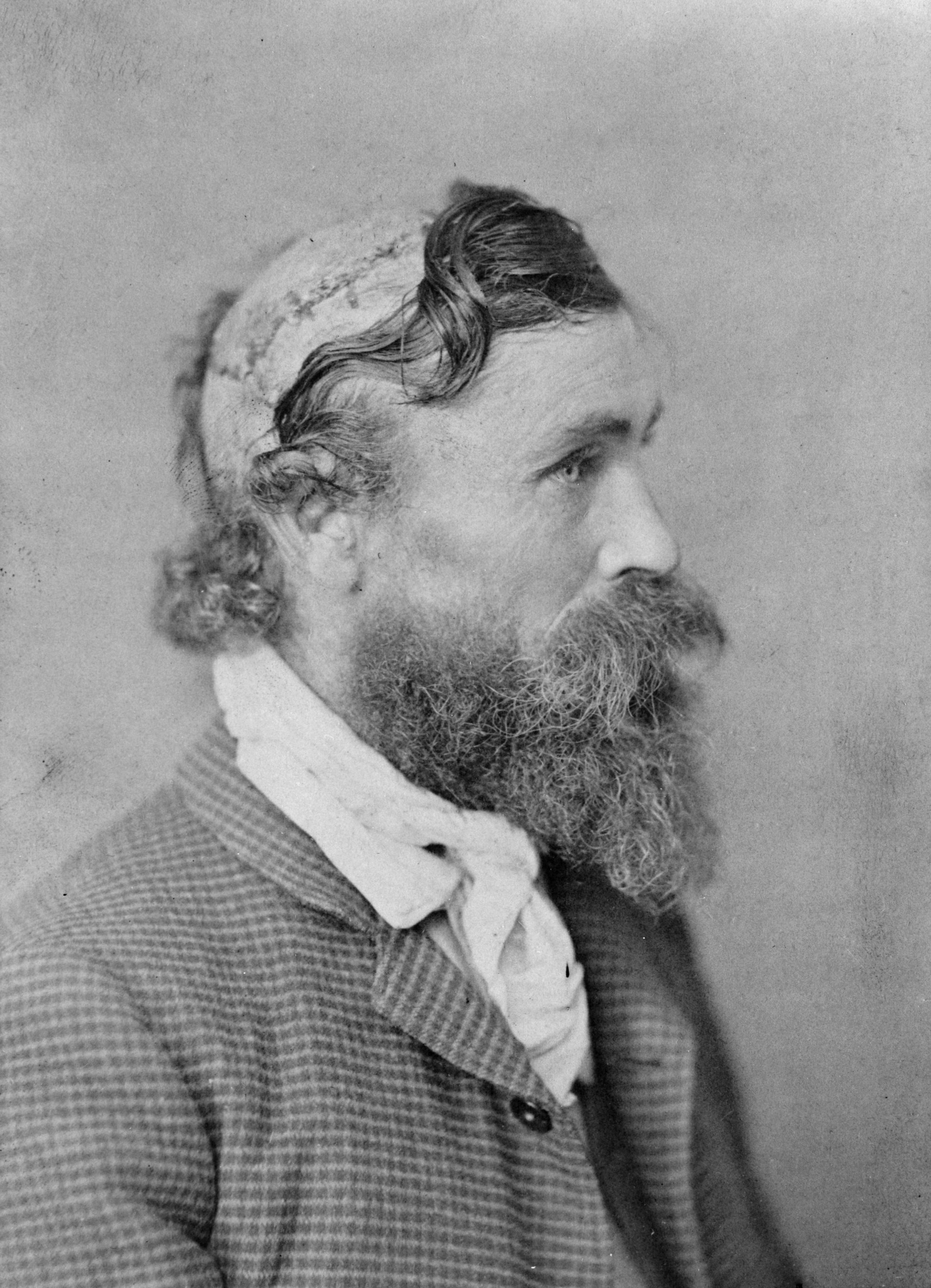
Роберт Макгі. У 1864 році, коли він був дитиною, з нього зняв скальп вождь сіу Маленька Черепаха

У Північній Америці скальпування прийшло на зміну більш давньому звичаю — відрізання голови. Багато племен північноамериканських індіанців практикували скальпування аж до кінця XIX століття.
Вважається, що спілкування з європейцями викликало збільшення інтересу корінних американців до поширення скальпування. Деякі уряди білих заохочували цей звичай своїх індіанських союзників під час війни. Наприклад, у період Війни за незалежність США Генрі Гамільтон (Henry Hamilton), британський віце-губернатор Канади, був відомий під прізвисько "Генерал — скупник волосся", оскільки він нібито платив індіанським союзникам за скальпи американських поселенців. Тому, коли на війні Гамільтон був спійманий американцями, до нього ставилися як до військового злочинця, а не до військовополоненого. Однак, у той період і колонізатори, і індіанці часто знімали скальпи зі своїх жертв. Скальпування було вигідним бізнесом, оскільки скальпи високо цінувалися урядом: так, в 1703 р. в Пенсільванії скальп індіанця-чоловіка коштував 124 долари, а жінки — 50 доларів (20 доларів — приблизно унція золота) .   

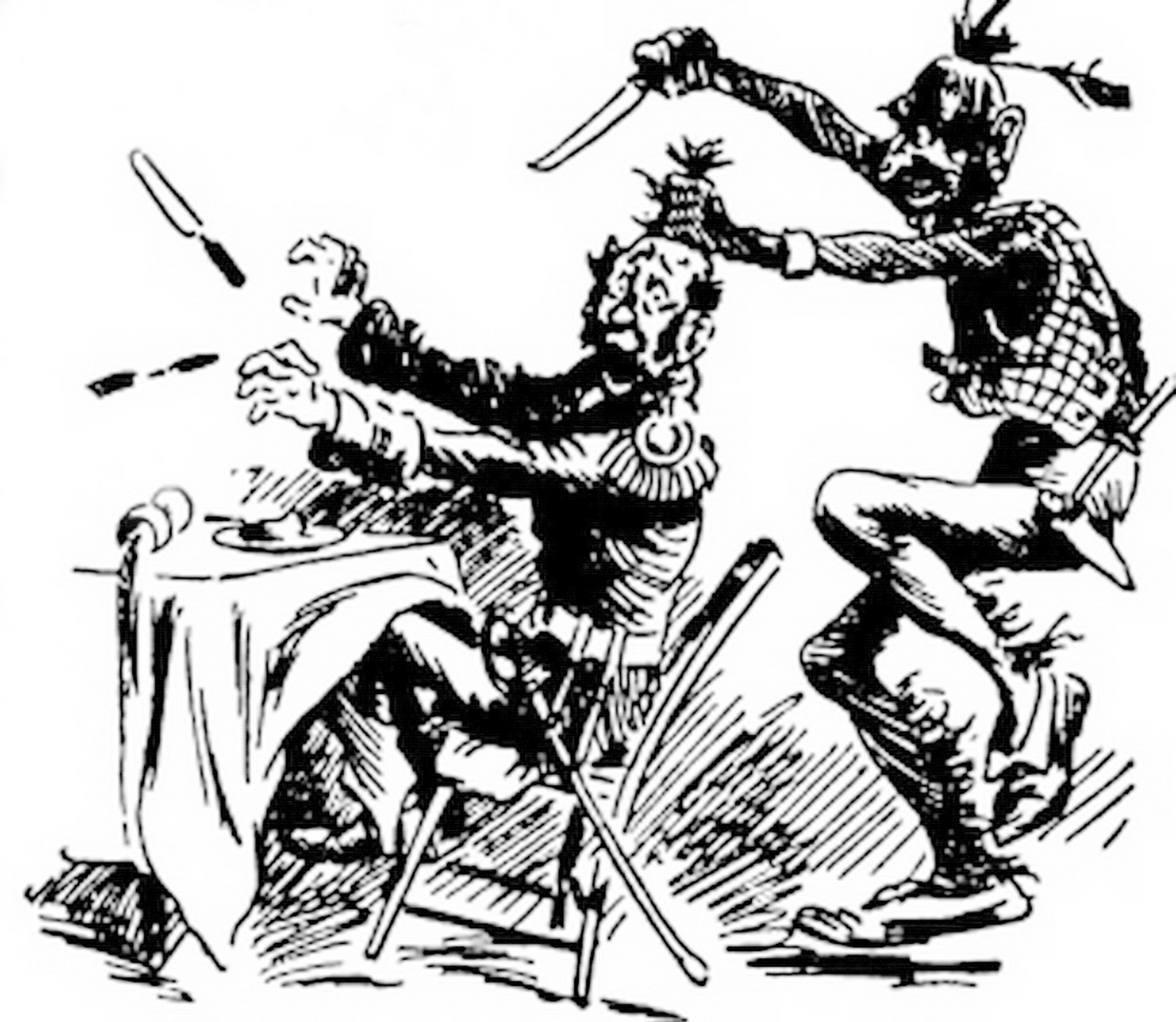
Скальпування. Карикатура з «Історії США Білла Ная», 1894